# Улица Энергетиков (Казань)
Улица Энергетиков (тат. Энергетиклар урамы, Energetiklar uramı) — улица в Московском районе Казани.

## География
Начинаясь от улицы Шамиля Усманова, пересекает улицу Соловецких Юнг и заканчивается пересечением с улицей Серова.

## История
Первые дома, имеющие адресацию по улице, были построены в середине 1960-х годов, однако имя улице присвоено лишь в 1978 году из уважения к труду энергетиков.
Жилые дома в северной (до улицы Серова) части улицы относятся к советскому периоду, а южнее улицы Серова — к постсоветскому.
С момента создания входила в состав Московского района.

## Объекты
- № 3 — жилой дом треста «Казремстрой».[8]
- № 2/3, 4, 6, 8 — жилые дома управления строительства «Теплоэнергострой-2».[9][10]
- № 10 — Казанский колледж строительства, архитектуры и городского хозяйства.[11]
- № 12 — жилой дом треста «Гидроспецстрой»[тат.].[12]
- № 18 — жилой дом института «Казанский Промстройпроект».[13]

## Транспорт
Из общественного транспорта по улице ходит трамвай, пущенный через улицу в 2010 году; есть трамвайная остановка «Соловецких Юнг». Ближайшая станция метро — «Яшьлек».

## Известные жители
В разное время на улице проживали директор Государственного музея ТАССР Владимир Дьяконов (дом № 5), журналист Владимир Булычев (№ 5),  филолог Виталий Марков (№ 2/3).